# Ансамбль пісні і танцю Російської армії імені Олександра Александрова

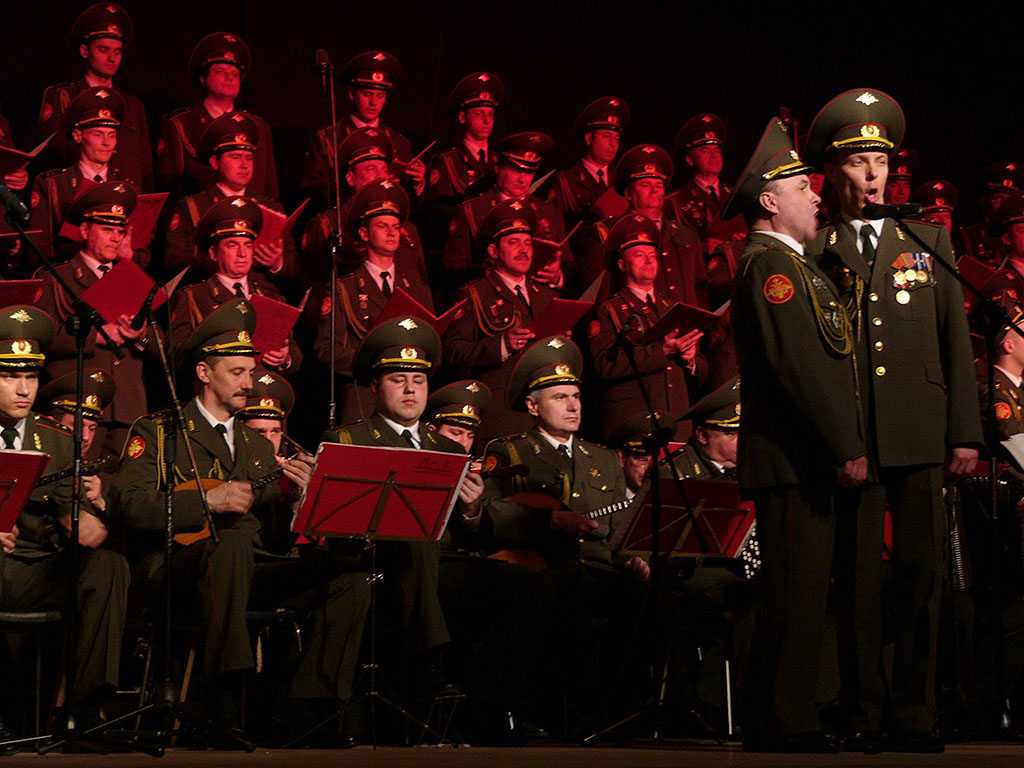
Ансамбль пісні і танцю Радянської армії, 2006

Анса́мбль пі́сні і та́нцю Радя́нської а́рмії (Червонопрапорний імені О. В. Александрова ансамбль пісні і танцю Радянської Армії) — центральний художній колектив Збройних Сил СРСР, а нині Збройних сил Росії.

## Історія створення
Створений 1928 року. Організатором і багаторічним керівником ансамблю був Олександр Александров. 

## Творчий склад
У складі ансамблю: чоловічий хор, оркестр, хореограф. група — всього близько 300 осіб. Репертуар ансамблю: військові, народні пісні й танці.

## Катастрофа 25 грудня 2016 р.
25 грудня 2016 64 артисти ансамблю загинули в авіакатастрофі Ту-154, який прямував вітати контингент РФ у Сирії з Новим роком, — майже весь хор, а також частина оркестру — баяністи та балалаєчники.